# Osmosis Jones
Osmosis Jones ist eine Filmkomödie, die größtenteils aus animierten Szenen besteht und durch vereinzelte reale Filmszenen unterbrochen wird. Diese gehören ebenfalls zur Handlung.

## Handlung
Der ungesund lebende Tierpfleger Frank steckt sich bei der Arbeit mit einem gefährlichen Virus an. Dieses gelangt über ein Ei, das kurze Zeit auf dem Boden lag, in Franks Körper. Sofort beginnen die Speichelschiffe in seinem Mund damit, das Ei zu beseitigen, doch das Virus bleibt unbemerkt.
Der computeranimierte Filmheld Osmosis Jones macht sich zunächst zum Gespött aller weißen Blutkörperchen, da er eine übliche Keimbakterie nicht unschädlich machen kann.
Der Chef des Dezernates ist sauer, gewährt ihm allerdings die Aufgabe, sich um Franks mittlerweile angeschwollenen Hals zu kümmern. Als Unterstützung kommt die Erkältungstablette DRIX ins Spiel.
Alles scheint beseitigt, und DRIX möchte sich über die Blase wieder aus Franks Körper entfernen, jedoch ist das Virus, Thrax, immer noch im Körper. Mit den Gehilfen aus den Achselschweißdrüsen plant er sein Vorhaben und möchte Frank in der Rekordzeit von 48 Stunden töten.
Franks Tochter ist auf einem Schulausflug, als dieser von der Attacke überwältigt wird und ins Krankenhaus kommt. Das hohe Fieber wird zur Lebensgefahr.
Thrax offenbart seinen Plan, nach Frank auch dessen Tochter umzubringen, in noch kürzerer Rekordzeit.
Doch gelingt es Osmosis Jones, das Virus in einem Glas mit reinem Alkohol unschädlich zu machen und schließlich wieder in Franks Körper zurückzugelangen.
Schließlich wird Osmosis als Held gefeiert und Frank hat aus dem Vorfall gelernt, stellt seine Ernährung um und unternimmt mehr sportliche Aktivitäten mit seiner Tochter.

## Figuren
Thrax (La muerte roja): Dieses Virus wird als eines der Schlimmsten beschrieben: Es tötete einen alten Mann in nur drei Tagen, und sein größter Wunsch ist es nun, in einem medizinischen Buch verewigt zu werden. Daher will er Frank auch in einer Rekordzeit von nur zwei Tagen töten. La muerte roja bedeutet Der rote Tod.

## Synchronisation
| Rolle            | Originalsprecher/Schauspieler | Synchronsprecher     |
| Frank Detomello  | Bill Murray                   | Arne Elsholtz        |
| Bob              | Chris Elliott                 | Gudo Hoegel          |
| Shane            | Elena Franklin                | Gabrielle Pietermann |
| Chill            | Antonio Fargas                | Horst Sachtleben     |
| Leah             | Brandy Norwood                | Katrin Fröhlich      |
| Mayor Phlegmming | William Shatner               | Lambert Hamel        |
| Osmosis Jones    | Chris Rock                    | Jan Odle             |
| Thrax            | Laurence Fishburne            | Ole Pfennig          |

## Kritik
Lexikon des Internationalen Films: Bei weitem nicht so originell und witzig wie manch liebevoll ausgemalte Details ist die eigentliche Story des Films – eine schlichte Parodie auf Cop- und "Buddy"-Movies. Insgesamt jedoch eine lustige Mischung aus Realfilm und fantasievoller Animation mit leichten satirischen Seitenhieben auf das moderne Leben, überzeugend gespielt.

## Auszeichnungen
- Der Film war 2001 in sechs Kategorien bei den Annie Awards nominiert.
- 2002 wurde er für einen Golden Reel Award nominiert.